# 沈家祠堂 (上海市)
31°15′25″N 121°18′37″E / 31.25684°N 121.31022°E
沈家祠堂，位于中华人民共和国上海市嘉定区江桥镇星火村（金园八路和金园三路交口附近），是当地保存完整的一个祠堂。它也是上海市文物保护单位。

## 沿革
沈家祠堂，建于民国六年（1916年），祖籍安徽的上海建筑设计院工程师沈安邦购置土地70亩修建，建筑采用混凝土技术。整座建筑坐北朝南，面临虬江。原有阴阳两院，阳院为木质结构，是沈氏起居生活使用，抗日战争期间被日军炸毁；阴院为混凝土结构作为家族聚会及祭祀先人的场所，保留至今。2009年7月，沈家祠堂被公布为嘉定区登记不可移动文物。2010年12月，公布为嘉定区文物保护单位。2014年4月4日，上海市人民政府认定其为上海市文物保护单位。